# 성화개신죽림동
성화개신죽림동은 충청북도 청주시 서원구에 있는 행정동으로, 법정동은 성화동, 개신동, 죽림동의 3개동이다. 충북대학교와 그 부속 병원인 충북대학교병원이 위치하고 있다. 법정동 중 성화동의 이름은 '농촌동'이었으나, 주민의 여론을 반영하여 1990년에 개칭하였다.

## 주요 시설

### 공공기관
- KBS청주방송총국 (성화동)
- 한국토지주택공사 충북지역본부 (성화동)
- 농협중앙회 충북본부 (성화동)
- 한국전력공사 충북본부 (성화동)
- 한국지역난방공사 청주지사 (죽림동)

### 문화
- 맹꽁이생태문화관

### 교육
- 충북대학교 (대학본부, 의과대학, 공과대학, 자연과학대학)
- 한국방송통신대학교 충북지역대학
- 청주평생학습관 개신동분관

### 병원
- 충북대학교병원

## 역사
- 1897년, 충청북도 청주군 서주내면 (개신동), 충청북도 청주군 남주내면 (성화동), 충청북도 청주군 남차이면 (죽림동)
- 1914년, 충청북도 청주군 사주면 개신리 (개신동), 충청북도 청주군 사주면 농촌리 (성화동), 충청북도 청주군 남이면 죽림리 (죽림동)
- 1946년, 충청북도 청원군 사주면 개신리 (개신동), 충청북도 청원군 사주면 농촌리 (성화동), 충청북도 청원군 남이면 죽림리 (죽림동)
- 1963년, 사주면이 청주시로 편입되어 충청북도 청주시 농촌·개신동으로 개칭
- 1987년, 죽림리가 청주시에 편입. 충청북도 청주시 농촌·개신·죽림동
- 1990년 4월 1일, 농촌동이 성화동으로 개칭하여 충청북도 청주시 성화·개신·죽림동으로 개칭[1]
- 1995년, 충청북도 청주시 흥덕구 성화·개신·죽림동
- 2014년, 충청북도 청주시 서원구 성화·개신·죽림동

## 주거
| 단지명                      | 건설사                       | 시행사           | 주소                     | 주소   | 입주        | 비고     |
| --------------------------- | ---------------------------- | ---------------- | ------------------------ | ------ | ----------- | -------- |
| 가경주공 3단지              | 학림건설㈜                   | 대한주택공사     | 서원구 대림로 493        | 죽림동 | 2003년 11월 |          |
| 가경주공 4단지              | 학림건설㈜                   | 대한주택공사     | 서원구 대림로 459        | 죽림동 | 2004년 12월 | 국민임대 |
| 개신주공 1단지              | 동부건설 한일건설㈜          | 대한주택공사     | 서원구 경신로 67         | 개신동 | 2001년 12월 |          |
| 개신뜨란채 (개신주공 2단지) | ㈜한양 경일건설㈜ 한일건설㈜ | 대한주택공사     | 서원구 경신로 68         | 개신동 | 2000년 11월 | 분양전환 |
| 개신주공 3단지              | 대아건설㈜                   | 대한주택공사     | 서원구 신율로 43         | 개신동 | 2003년 7월  |          |
| 개신 푸르지오               | 대우건설                     | 규형건설㈜       |                          | 개신동 | 2004년 11월 |          |
| 성화 남양휴튼               | 남양건설                     | ㈜남양환경개발   |                          | 성화동 | 2008년 8월  |          |
| 성화 호반베르디움           | 호반건설                     | ㈜에이치비건설   | 서원구 구룡산로 24       | 성화동 | 2012년 6월  |          |
| 성화 휴먼시아 1단지         | ㈜한양                       | 대한주택공사     | 서원구 성봉로 88         | 성화동 | 2007년 6월  | 국민임대 |
| 성화 휴먼시아 2단지         | 진흥기업                     | 대한주택공사     | 서원구 장전로 80         | 성화동 | 2007년 6월  | 국민임대 |
| 구룡산 휴먼시아 3단지       | 남양건설                     | 한국토지주택공사 | 서원구 신성화로 8        | 성화동 | 2009년 5월  |          |
| 성화 휴먼시아 4단지         | 요진건설산업㈜               | 한국토지주택공사 | 서원구 장전로 11         | 성화동 | 2010년 10월 | 국민임대 |
| 성화 휴먼시아 5단지         | 신원종합개발                 | 한국토지주택공사 | 서원구 성봉로 93         | 성화동 | 2010년 12월 | 국민임대 |
| 성화 다안채 6단지           | 풍림산업 남해종합개발        | 한국토지주택공사 | 서원구 구룡산로52번길 51 | 성화동 | 2013년 2월  |          |